# Ian Richardson
Ian William Richardson (Edinburgh, Skócia, Egyesült Királyság, 1934. április 7. – Battersea, London, 2007. február 9.) skót színpadi, film- és televíziós karakterszínész, a Royal Shakespeare Company alapító tagja. 
Jellemző vonása a finom arisztokratikus stílus és hanghordozás. Nevezetes szerepe Urquhart konzervatív politikus figurája a BBC televízió 1990-es House of Cards („Kártyavár”) politikai krimisorozatában. A Brit Birodalom Rendje parancsnoki fokozatának kitüntetettje (CBE).

## Élete

### Származása
Edinburgh-ben született, John Richardson (1909–1990) és Margaret Drummond (1910–1988) legidősebb gyermekeként. Két húga volt. Iskolai tanulmányait Edinburgh Balgreen kerületében, a Tynecastle High School-ban és a George Heriot’s School-ban végezte.

### Színészi pályája
Tizennégy éves korában állt először színpadon, egy amatőr társulat tagjaként, Dickens: Két város regénye című regényéből készült színdarabban. A színigazgató felismerte Ian színészi tehetségét. Hogy színész lehessen, Richardsonnak meg kellett szabadulnia skót akcentusától, e célból beszédórákra járt, majd színpadmesterként beállt az Edinburgh-i Népszínházhoz.
Katonai szolgálatának egy részét a Brit Haderő Rádióműsor Szolgálatánál töltötte le, mint színházi műsorbemondó és rádiós rendező. Felvették a glasgow-i Skót Királyi Zenei és Színiakadémiára (Royal Scottish College of Dramatic Arts). Rövid időre a birminghami Repertoárszínházhoz (Old Rep) szerződött, majd alapító tagja lett a Royal Shakespeare Company-nak. Itt dolgozott másfél évtizeden át, 1960–1975 között Távozása után is a társulat örökös tiszteletbeli tagja maradt.
Első filmes szerepeit Shakespeare-színdarabok megfilmesített „tévészínházi” változataiban kapta. A címszerepet, Jean-Paul Marat-t játszotta Peter Weiss Marat/Sade drámájának 1967-es megfilmesítésében. 1970-ben főszerepet kapott a BBC Eyeless in Gaza sorozatában. 1972-ben a papot eljátszó rabot alakította Arthur Hiller La Mancha lovagja című zenés filmmusicaljében. Az 1970-es években a nemzetközi színpadi munkára összpontosított, sikert aratott Henry Higginsként a My Fair Lady felújításban, a New York-i Broadway színházban. Ezért a musicalben nyújtott kiemelkedő színpadi alakításáért 1976-ban Drama Desk-díjat kapott, és ugyanebben az évben BAFTA-díjra is jelölték.
1979-ben Bill Haydon szerepét kapta Az áruló (Suszter, szabó, baka, kém) tévés kémfilm-sorozatban, amely John le Carré 1974-es regényéből készült, itt Alec Guinness mellett játszott. Innentől rendszeresen kapta a filmes és tévés szerepeket. 1979-ben a brit titkosszolgálat, az MI-6 főnökét, az arisztokratikus Sir Henry Cuthbertsont játszotta a Charlie Muffin című televíziós kémfilmben, David Hemmings és Pinkas Braun mellett. 1983-ban két Conan Doyle-tévéfilmben is ő alakította Sherlock Holmes mesterdetektívet, A négyek jelében és A sátán kutyájában. Legnevezetesebb szerepeit televíziós minisorozatokban kapta, nagy mozifilmekben inkább kisebb mellékszerepeket játszott. 1987-ben, A negyedik záradék c. politikai krimiben, Michael Caine és Pierce Brosnan mellett ismét a brit titkosszolgálat főnökét, Sir Nigel Irwint játszotta el, ugyanolyan kifinomult, kegyetlen és arisztokratikus vonásokkal, ahogyan 79-ben Cuthbertsont ábrázolta a Charlie Muffinban. Hasonló karakterű brit királyi főhivatalnokot, Rex Hunt falklandi kormányzót alakította az 1992-es Úriemberhez méltatlan című háborús-politikai drámában, amely a a Falkland-szigetek argentin inváziójának napjait dolgozta fel. Hunt alakításáért Richardsont a legjobb színésznek járó BAFTA-díjra jelölték.
Széles nemzetközi ismertségét az 1990-es House of Cards tévé-minisorozattal szerezte, ahol Francis Urquhartot, egy minden hájjal megkent, gátlástalanul cinikus és macchiavellista brit politikust alakított. Ugyanezt a főszerepet vitte tovább a sorozat két folytatásában, az 1993-as To Play the King-ben és az 1995-ös The Final Cut-ban is. A House of Cards-ban nyújtott alakításáért 1991-ben megkapta a legjobb főszereplőnek járó BAFTA-díjat. A második és harmadik sorozatban nyújtott teljesítményéért 1994-ben és 1996-ban BAFTA-díjra jelölték, de nem kapta meg.
1989 júniusában a királynő hivatalos születésnapja alkalmával Richardson megkapta a Brit Birodalom Rendjének parancsnoki fokozatát (CBE).

### Magánélete és halála
1961-ben feleségül vette Maroussia Frank angol színésznőt, akivel a Royal Shakespeare Company társulatában ismerkedett meg. A házasságból két fiú született. Egyikük, Miles Richardson, szintén színész lett.
2007 elején, 72 éves korában, Richardson szerepet vállalt az ITV Kisvárosi gyilkosságok c. krimisorozatának készülő új epizódjában. 2007. február 9-én reggel azonban váratlanul elhunyt, álmában elszenvedett szívinfarktus következtében otthonában, London Battersea kerületében. Testét elhamvasztották, urnáját 2009-ben Shakespeare szülővárosába, Stratford-upon-Avonba szállították, ahol a Royal Shakespeare Company frissen renovált színházának, a Királyi Shakespeare Színháznak (Royal Shakespeare Theatre) alapjába helyezték.

## Filmográfia

### Film
| Év   | Magyar cím                             | Eredeti cím                         | Szerep                         | Magyar hang       |
| ---- | -------------------------------------- | ----------------------------------- | ------------------------------ | ----------------- |
| 1967 | Jean Paul Marat üldöztetése és halála… | Marat / Sade                        | Jean-Paul Marat                | Galbenisz Tomasz  |
| 1972 | Darwin viszontagságos élete            | The Darwin Adventure                | Fitzroy kapitány               | Blaskó Péter      |
| 1972 | La Mancha lovagja                      | Man of La Mancha                    | lelkész                        | Pathó István      |
| 1973 | Gawain és a zöld lovag                 | Gawain and the Green Knight         | mesélő (hangja)                | Mécs Károly       |
| 1985 | Brazil                                 | Brazil                              | Mr. Warren                     | Szabó Ottó        |
| 1985 | Brazil                                 | Brazil                              | Mr. Warren                     | Fazekas István    |
| 1986 | Bocsi, világvége                       | Whoops Apocalypse                   | Bendish ellentengernagy        |                   |
| 1987 | A negyedik záradék                     | The Fourth Protocol                 | Sir Nigel Irvine               | Fülöp Zsigmond    |
| 1987 | Kiálts szabadságért                    | Cry Freedom                         | főállamügyész                  | Pataki Imre       |
| 1990 | Rosencrantz és Guildenstern halott     | Rosencrantz & Guildenstern Are Dead | Polonius                       | Fülöp Zsigmond    |
| 1992 | Az üstökös éve                         | Year of the Comet                   | Sir Mason Harwood              | Versényi László   |
| 1997 | Álmodik a nyomor                       | B*A*P*S                             | Manley                         | Versényi László   |
| 1997 | Inkognitó                              | Incognito                           | Turley ügyész                  | Szokolay Ottó     |
| 1998 | Dark City                              | Dark City                           | Mr. Book                       | Dobránszky Zoltán |
| 1999 | A király és én                         | The King and I                      | Kralahome                      |                   |
| 2000 | 102 kiskutya                           | 102 Dalmatians                      | Mr. Torte, Szörnyella ügyvédje | Makay Sándor      |
| 2001 | A pokolból                             | From Hell                           | Sir Charles Warren             | Makay Sándor      |
| 2005 | Fegyverszünet karácsonyra              | Joyeux Noël                         | angol püspök                   | Versényi László   |
| 2005 | Bobby, a hűséges terrier               | The Adventures of Greyfriars Bobby  | bíró                           | Kun Vilmos        |
| 2006 | Tökéletlen páros                       | Désaccord parfait                   | Lord Evelyn Gaylord            |                   |
| 2007 | Jane Austen magánélete                 | Becoming Jane                       | Langlois bíró                  | Barbinek Péter    |

### Televízió

#### Tévéfilm
| Év   | Magyar cím                | Eredeti cím                     | Szerep                               | Magyar hang       |
| ---- | ------------------------- | ------------------------------- | ------------------------------------ | ----------------- |
| 1963 |                           | As You Like It                  | Le Beau                              |                   |
| 1968 | Minden jó ha vége jó      | All’s Well That Ends Well       | Bertram                              | Fülöp Zsigmond    |
| 1968 |                           | A Midsummer Night’s Dream       | Oberon                               |                   |
| 1978 |                           | Much Ado About Nothing          | Don John                             |                   |
| 1979 |                           | Churchill and the Generals      | Sir Bernard Law Montgomery tábornagy |                   |
| 1983 |                           | The Hound of the Baskervilles   | Sherlock Holmes                      |                   |
| 1983 | A négyek jele             | The Sign of Four                | Sherlock Holmes                      |                   |
| 1984 | A ballantraei örökös      | The Master of Ballantrae        | Mr. MacKellar                        | Kovács István     |
| 1985 | Vérbeli sztár             | Star Quality                    | Ray Malcolm                          | Kaló Flórián      |
| 1988 | Égő titok                 | Burning Secret                  | Mr. Tuchman                          | Pathó István      |
| 1990 | Megölni Hitlert           | The Plot to Kill Hitler         | Beck tábornok                        |                   |
| 1990 | Az operaház fantomja      | The Phantom of the Opera        | Alain Choleti                        | Kaló Flórián      |
| 1992 | Úriemberhez méltatlan     | An Ungentlemanly Act            | Rex Hunt kormányzó                   |                   |
| 1993 | Külügyi szívügyek         | Foreign Affairs                 | Edwin                                | Makay Sándor      |
| 1993 | Pillangó úrfi             | M. Butterfly                    | Toulon nagykövet                     |                   |
| 1993 | Emlék                     | Remember                        | Philip Rawlings                      | Dobránszky Zoltán |
| 1994 | Helycsere                 | A Change of Place               | Henri Chambertin                     |                   |
| 1995 | Nagy Katalin              | Catherine the Great             | Voroncov                             | Kristóf Tibor     |
| 1996 | Kincskeresők              | The Treasure Seekers            | Haig                                 |                   |
| 1997 | A canterville-i kísértet  | The Canterville Ghost           | Simon de Canterville                 | Bács Ferenc       |
| 1997 | A fehér ruhás nő          | The Woman in White              | Mr. Fairlie                          | Avar István       |
| 1998 | Időgéppel a lovagkorba    | A Knight in Camelot             | Merlin                               | Izsóf Vilmos      |
| 1998 | Alice Tükörországban      | Alice Through the Looking Glass | Darázs                               | Makay Sándor      |
| 2004 | Néró, a véreskezű zsarnok | Imperium: Nerone                | Septimus                             |                   |
| 2006 | Varázsapu                 | Hogfather                       | Halál (hangja)                       | Papp János        |
| 2006 | Varázsapu                 | Hogfather                       | narrátor (hangja)                    | Varga Gábor       |

#### Sorozat
| Év        | Magyar cím                                | Eredeti cím                                         | Szerep                                         | Megjegyzések                                                                |
| --------- | ----------------------------------------- | --------------------------------------------------- | ---------------------------------------------- | --------------------------------------------------------------------------- |
| 1967      |                                           | Horizon                                             | Michael Faraday                                | BBC-TV dokumentumsorozat                                                    |
| 1969      |                                           | Canterbury Tales                                    | Palamon                                        | 1 epizód                                                                    |
| 1971      |                                           | Eyeless in Gaza                                     | Anthony Beavis                                 | BBC sorozat (5 epizód)                                                      |
| 1979      |                                           | Ike                                                 | Sir Bernard Law Montgomery tábornagy           | minisorozat (3 epizód)                                                      |
| 1979      | Az áruló                                  | Tinker Tailor Soldier Spy                           | Bill Haydon                                    | minisorozat (5 epizód)                                                      |
| 1981      |                                           | Private Schulz                                      | Neuheim őrnagy / Stanley Kemp / Gerald Melfort | 6 epizód                                                                    |
| 1984      | Örökölt szerelem                          | Mistral’s Daughter                                  | Adrien Avigdor                                 | minisorozat (4 epizód)                                                      |
| 1985      |                                           | Mozart - His Life with Music                        | Leopold Mozart                                 | 6 epizód                                                                    |
| 1986      |                                           | Lord Mountbatten: The Last Viceroy                  | Nehru                                          | minisorozat (6 epizód)                                                      |
| 1989      | A sors csapdájában                        | Pursuit / Twist of Fate                             | Dr. Schlossberg SS-Sturmbannführer             | minisorozat (2 epizód)                                                      |
| 1990      | Osztogatás, fosztogatás                   | The Gravy Train                                     | Michael Spearpoint                             | minisorozat (4 epizód)                                                      |
| 1990      |                                           | House of Cards                                      | Francis Urquhart                               | minisorozat (4 epizód)                                                      |
| 1991      | Osztogatás, fosztogatás keleten           | The Gravy Train Goes East                           | Michael Spearpoint                             | minisorozat (4 epizód)                                                      |
| 1993      |                                           | To Play the King                                    | Francis Urquhart                               | minisorozat                                                                 |
| 1995      |                                           | The Final Cut                                       | Francis Urquhart                               | minisorozat (4 epizód)                                                      |
| 1997      | Hegylakó                                  | Highlander: The Series                              | Max Leiner                                     | - 1 epizód - magyar hangja: - Izsóf Vilmos                                  |
| 1999      | A varázsló háza                           | The Magician’s House                                | Stephen Tyler / a varázsló                     | 6 epizód                                                                    |
| 2000      |                                           | The Magician’s House Part II                        | Stephen Tyler / a varázsló                     | 6 epizód                                                                    |
| 2000–2001 | Az igazi Sherlock Holmes rejtélyes esetei | Murder Rooms: Mysteries of the Real Sherlock Holmes | Dr. Joseph Bell                                | minisorozat (5 epizód)                                                      |
| 2004      | Agatha Christie: Marple                   | Marple                                              | Conway Jefferson                               | - 1 epizód (Holttest a könyvtárszobában) - magyar hangja: - Versényi László |
| 2005      | Pusztaház örökösei                        | Bleak House                                         | kancellár                                      | minisorozat (5 epizód)                                                      |

## További információ
- Ian Richardson a PORT.hu-n (magyarul)
- Ian Richardson az Internetes Szinkronadatbázisban (magyarul)
- Ian Richardson az Internet Movie Database-ben (angolul)
- Ian Richardson a Rotten Tomatoeson (angolul)
- Ian Richardson az AlloCiné weboldalán (franciául)
- Ian Richardson Profile. famousfix.com. (Hozzáférés: 2023. január 19.)
- Tribute to Ian Richardson. tumblr.com. (Hozzáférés: 2021. augusztus 5.)
- Ian Richardson Interview With Andrew Marr 2006. YouTube.com, 2006. (Hozzáférés: 2021. augusztus 5.)